# الکتریک استیت
الکتریک استِیت (به انگلیسی: The Electric State) یک فیلم علمی تخیلی اکشن -ماجراجویی آمریکایی محصول ۲۰۲۵ به کارگردانی آنتونی و جو روسو است که بر اساس فیلمنامه‌ای توسط کریستوفر مارکوس و استیون مک‌فیلی بر پایهٔ رمانی گرافیکی به همین نام اثر سایمون استلنهاگ ساخته شده است. در این فیلم میلی بابی براون و کریس پرت در کنار جاناتان کی کوان، جیسن الکساندر، وودی هرلسون، آنتونی مکی، برایان کاکس، جنی اسلیت، جانکارلو اسپوزیتو و استنلی توچی بازی می‌کنند.
برنامه‌های اقتباسی فیلم برای این رمان گرافیکی در سال ۲۰۱۷ با اندی موسکیتی اعلام شد. برادران روسو بعداً برای کارگردانی این فیلم در دسامبر ۲۰۲۰ قرارداد امضا کردند. یونیورسال پیکچرز بعداً حقوق پخش فیلم را قبل از اینکه نتفلیکس در ژوئن ۲۰۲۲ در اختیار بگیرد، به دست آورد. بسیاری از بازیگران بین ژوئن ۲۰۲۲ و نوامبر ۲۰۲۴ مشخص شدند و فیلمبرداری آن در آتلانتا، جورجیا در پاییز ۲۰۲۴ انجام شد. این فیلم با بودجه ۳۲۰ میلیون دلاری یکی از پرهزینه‌ترین فیلم‌های ساخته‌شده است.
الکتریک استیت در ۱۴ مارس ۲۰۲۵ توسط نتفلیکس منتشر شد. منتقدان به این فیلم نقدهای منفی دادند.
داستان این فیلم در مورد یک دختر است که رباتی را از برادر گم.شده‌اش دریافت می‌کند و با آن به‌دنبال یافتن او می‌رود.

## مشروح داستان
سال ۱۹۹۰، اما سال ۱۹۹۰ در تقویمی دیگر، یعنی طبق تاریخی که با جابه‌جایی زمانی روند دیگری را نسبت به زمان عادی ما طی کرده، جنگی میان انسان‌ها و ربات‌ها جهان را به آشوب کشیده است. با کمک مدیرعامل شرکت سنتری، ایتن اسکیت، که فناوری نوروکستر را توسعه داد—فناوری‌ای که به انسان‌ها اجازه می‌داد ذهن خود را به ربات‌های پهپادی منتقل کنند—انسان‌ها در این جنگ پیروز شدند و ربات‌ها به منطقهٔ ممنوعه تبعید شدند. با این حال، موفقیت این فناوری باعث شد بسیاری از انسان‌ها زندگی خود را به‌صورت مجازی در حالتی نیمه‌گیاهی بگذرانند و بیشتر کارها را ربات‌ها انجام دهند.
در سال ۱۹۹۴، نوجوانی به نام میشل با ناپدری بی‌مسئولیتش، تد، زندگی می‌کند. سال‌ها پیش، او در یک سانحهٔ رانندگی همراه خانواده‌اش شرکت داشت که در آن پدر، مادر و برادر کوچکش، کریستوفر، به‌گفتهٔ منابع رسمی جان باختند. او از آن زمان در خانواده‌های مختلف پرورش‌یافته جابه‌جا شده، اما هیچ‌گاه خانه‌ای پایدار پیدا نکرده است. همچنین، میشل به دلیل امتناع از استفاده از فناوری نوروکستر برای شرکت در کلاس‌های مجازی، در مدرسه با مشکلاتی روبه‌رو است.
روزی، رباتی هوشمند به نام کازمو، شخصیت یک کارتون محبوب دوران کودکی، که کریستوفر نابغه تماشا می‌کرد، به دیدن میشل می‌آید. کازمو تنها می‌تواند با حرکات و تعداد محدودی واژهٔ از پیش ضبط‌شده ارتباط برقرار کند، اما موفق می‌شود او را متقاعد کند که تحت کنترل کریستوفر است. میشل و کازمو سفری را در چشم‌اندازی ویران‌شده آغاز می‌کنند تا دکتر کلارک آمرست، پزشکی که مرگ کریستوفر را تأیید کرده بود، بیابند.
در مسیر، آن‌ها با کیتس، کهنه‌سربازی با گذشته‌ای پیچیده، و همچنین با هرمن، رباتی هوشمند که قادر به تغییر شکل است، آشنا می‌شوند. آن‌ها همراه با گروهی از ربات‌ها در منطقهٔ ممنوعه به رهبری «آقای پینات» متحد می‌شوند.
آنجا، دکتر آمرست و دوست ربات‌اش پی‌سی توضیح می‌دهند که پس از تصادف، سنتری کریستوفر را در وضعیتی به‌ظاهر غیرقابل بازگشت یافت و با بهره‌گیری از ذهن استثنایی او فناوری نوروکستر را توسعه داد—فناوری‌ای که در پیروزی انسان‌ها در جنگ با ربات‌ها نقشی حیاتی داشت. با این حال، پس از آن‌که کریستوفر به‌طور غیرمنتظره‌ای سیزده ماه بعد از کما خارج شد، آمرست با پشیمانی راهی برای فرار ذهن او طراحی کرد. اما در جریان حملهٔ پهپادهای سنتری به فرماندهی سرهنگ برادبری، کریستوفر دوباره به اسارت درآمد، آمرست کشته شد و پناهگاه ربات‌ها نابود شد.
میشل با کمک پی‌سی، کیتس و هرمن به مقر اصلی سنتری نفوذ می‌کند، در حالی که دیگر ربات‌ها به نبرد با ارتش پهپادی اسکیت می‌پردازند. برادبری که از رفتارهای غیرانسانی اسکیت خشمگین شده، از او جدا شده و به آقای پینات در رویارویی با اسکیت کمک می‌کند. در این حین، میشل کریستوفر را در حالتی کما می‌یابد، در حالی‌که آگاهی‌اش در سامانهٔ نوروکستر زندانی شده است.
در دیداری در دنیای مجازی، کریستوفر برای خواهرش توضیح می‌دهد که آگاهی او منبع نیروی پهپادهای اسکیت است و خواستار پایان یافتن این بهره‌کشی است. میشل، با احترام به خواسته‌اش، او را از سامانه قطع می‌کند و این کار موجب مرگ جسمانی کریستوفر می‌شود. در نبرد، کیتس نزدیک است هرمن را از دست بدهد اما نسخه‌ای کوچک‌تر از او از ویرانه‌ها بیرون می‌آید.
مرگ کریستوفر باعث خاموشی کامل عملیات پهپادی سنتری می‌شود و به سلطهٔ اسکیت و بهره‌برداری از فناوری نوروکستر پایان می‌دهد. پس از آن، اسکیت بازداشت می‌شود و جهان روند بازسازی خود را از خرابی‌های ناشی از جنگ و طمع شرکت‌ها آغاز می‌کند. میشل در پیامی عمومی، تأثیرات ویرانگر فناوری نوروکستر را افشا کرده و از مردمی که خواهان صلح‌اند دعوت می‌کند تا به منطقهٔ ممنوعه بپیوندند.
در پایان، جسد کازمو در محل زباله‌ها رها شده، اما ناگهان به حرکت درمی‌آید—نشانه‌ای که شاید بخشی از آگاهی کریستوفر هنوز در او باقی مانده باشد.

## بازیگران
- میلی بابی براون در نقش میشل گرین
- کریس پرت در نقش جان دی. کیتس
- جاناتان کی کوان دکتر کلارک / صدای پی. سی
- استنلی توچی ایتن اسکیت
- جانکارلو اسپوزیتو در نقش مارشال بردبوری
- جیسن الکساندر در نقش تد فینیستر
- مارتین کلبا در نقش هرمان
- مارین هینکل در نقش خانم سابلینسیکی
- مایکل توروکو در نقش بن ابوت

### صداپیشه‌ها
- وودی هرلسون در نقش آقای پینات
- آنتونی مکی در نقش هرمان
- برایان کاکس در نقش پاپ‌فلای
- جنی سلیت در نقش پنی پال
- آلن تودیک در نقش کاسمو
- هانک آزاریا در نقش پرپلکسو
- کولمن دومینگو در نقش ولف
- راب گرانکووسکی در نقش بلیتز
- بیلی گاردل در نقش ربات آشغالی
- سوزان لسلی در نقش خانم سیزرز
- جردن بلک در نقش کلم

## تولید
این فیلم نخستین بار در دسامبر ۲۰۱۷، زمانی که آنتونی و جو روسو حقوق رمان گرافیکی را به دست آوردند، معرفی شد. این دو به عنوان تهیه‌کننده قرار گرفتند و اندی موسکیتی در حال مذاکره برای کارگردانیِ آن بود. کریستوفر مارکوس و استیون مک‌فیلی قرار بود فیلمنامه را بنویسند. یونیورسال پیکچرز در دسامبر ۲۰۲۰ حق پخش فیلم را به دست آورد و برادران روسو به‌عنوان کارگردانان و موشیتی به عنوان تهیه‌کنندهٔ پروژه از طریق شرکت فیلم‌سازیِ جدیدش باقی ماندند. قرار بود میلی بابی براون ایفای نقش کند و تولید آن پس از پایان فیلم مرد خاکستری (۲۰۲۲) از برادران روسو و فیلمبرداری فصل چهارم چیزهای عجیب، آغاز شود. در ژوئن ۲۰۲۲، گزارش شد که ممکن است حق پخش فیلم به نتفلیکس منتقل شود، زیرا یونیورسال دیگر قصد نداشت فیلم را در سینماها اکران کند. در اواخر همان ماه، تأیید شد که نتفلیکس قرار است فیلم را توزیع کند و کریس پرت در حال مذاکره برای بازی در کنار براون است. پرت در ماه اوت تأیید شد و میشل یئو، استنلی توچی، جیسون الکساندر، برایان کاکس و جنی سلیت به بازیگران پیوستند. همچنین گزارش شد که کاکس و سلیت صداپیشهٔ شخصیت‌های فیلم باشند. در ماه اکتبر، وودی نورمن به جمع بازیگران اضافه شد. در ماه نوامبر، جانکارلو اسپوزیتو به در نقش صدای مارشال، یک ربات پهپادیِ تهدیدآمیز، در این فیلم انتخاب شد. جاناتان کی کوان، آنتونی مکی و بیلی باب تورنتون نیز به بازیگران پیوستند و کوان جایگزین یئو در نقش او شد و درگیری‌های برنامه‌ریزی باعث خروج یئو شد.
فیلم‌برداری در ۵ اکتبر ۲۰۲۲ در آتلانتا، با عنوان کاری «Stormwind» آغاز شد و انتظار می‌رفت تا فوریه ۲۰۲۳ ادامه یابد. با این حال، در ۴ نوامبر ۲۰۲۲، گزارش شد که تولید این فیلم پس از کشته‌شدن یکی از خدمه‌های کار بر روی فیلم در یک تصادف اتومبیل، متوقف شده است.

## بازخورد
در وبگاه جمع‌آوری نقد راتن تومیتوز، ٪۱۴ از ۹۰ بررسی منتقدان مثبت است، و میانگینِ امتیاز آن ۳٫۹/۱۰ است. اجماع این وبگاه چنین می‌نویسد: «الکتریک استیت که مثل یک اتومات غول‌پیکر چوب می‌زند، سخت‌افزار زیادی برای پشتیبان‌گیری از آن دارد، اما هیچ‌یک از جرقه‌ای که آن را زنده می‌کند، ندارد.» این فیلم در متاکریتیک که از میانگین وزنی استفاده می‌کند، بر اساس نظر ۳۲ منتقدین امتیاز ۳۰ از ۱۰۰ را کسب کرده که نشان‌گر «نقدهای عموما نامطلوب» است.
بسیاری از منتقدان تفسیر سست فیلم از رمان اصلی را نقد کردند، و اجرای براون و پرت نیز با استقبال منفی روبرو شد.
برخی دیگر از منتقدان از بودجه گزارش شده ۳۲۰ میلیون دلاری فیلم انتقاد کردند که فکر می‌کردند به هدر رفته است. سم آدامز از اسلیت محصول نهایی را فاجعه‌بار خواند و گفت که این فیلم به فهرست پرهزینه‌ترین فیلم‌های تمام دوران می‌پیوندد. جانی اولکسینسکی از نیویورک پست به تلاش‌های کارگردانی برادر روسو پس از انتقام‌جویان: پایان بازی به عنوان «یکی از بدترین و گران‌ترین فیلم‌های شش سال گذشته» اشاره کرد. او این فیلم را به دلیل اصالت نداشتن رد کرد.